# Мариненко Дмитро Сергійович
Дмитро́ Сергі́йович Мари́ненко — український тренер з шашок, 1990 — майстер спорту СРСР, 2001 — заслужений тренер України. 2019 - Заслужений майстер спорту України

## З життєпису
Зі шкільних років інвалід, ходить на милицях. Викладав у ДЮСШ № 10 Дніпропетровська ( з 1991 по 2002 роки). З 2002 року у МДЮСШ-6 Вінниці. Серед перших вихованців — чемпіони юніорських чемпіонатів світу Черняк Олег: міжнародні шашки - 1997,1998. Смирнова Олена: шашки-64 - 1999,2000,2002. Антоненко Іван: міжнародні шашки - 2001, (тобто 6!!! років поспіль),  Іванов Артем та Галяга Аліна, яких тренував до 2002 року, тобто до переїзду з Дніпропетровська. Першими чемпіонами Європи з шашок-64 є Антоненко Іван, Коротка Олена, Іванов Артем (2000, Єврпаторія). Іванов Артем - чемпіон світу серед мінікадетів у  Маарду, Естонія, та в 2001 у Бендерах.  Серед його вихованців  — чемпіони світу серед юніорів Черняк Олег, Олена Коротка, Антоненко Іван, Денис Шкатула(Вінниця). Чемпіони світу серед дітей до 10 років - Юрченко Сергій (2007, Берлін), до 16 років - Шкатула Денис (2007, Берлін).  Шкатула Денис, крім безлічі медалей серед дітей та молоді, чемпіон світу серед дорослих з шашок-64 на 2nd World Mind Sports Games (2012, Лілль, Франція) та чемпіон світу у складі збірної України з міжнародних шашок (2016, Ізмір, Туреччина).  Пікіняр Василь - призер чемпіонатів світу серед юніорів та чемпіон Європи серед дорослих у складі збірної України (2019,К янчіано-Терме, Італія),. Надточий Дмитро, Герус Ярослав, Коваль Олександр, Юрченко Сергій - призери дитячих чемпіонатів світу та Європи. Дніпропетровські вихованці, що залишили свій слід на шашковій мапі України та світу: Антипова Тетяна, Разуваєв Володимир (майстер спорту України), Гречко Андрій. Середа Дмитро, Решетняк Валерій, Репетун Максим, Перепелиця Віталій, Кутилин Роман, Ринська Юля, Доманова Аня, Нефедова Аня, Климук Женя, Шевченко Саша. За вінницький період праці: Сіренко Яна, Крупко Олександр, Семенко Богдан, Луценко Віталій, Леонов Кирило, Опанасюк Олексій, Луценко Антон, Івасик Іванна, Івасик Наталля, Гедзь Микола, Ярова Таня, Добрянська Оля, Добрянська Настя,  Анщук Дмитро,  Анщук Діана, Зуб Катерина, Передерій Марія, Тищенко Дарина, Щерб Влада, Бабій Богдан, Батунін Михайло, Васильєва Марія, Уварова Карина,  Берник Павло, Бубела Костя, Гайдай Діана, Залуцький Роман (майстер спорту України), Мельник Настя, Жолоб Павло, Богацька Кристина, Веселова Юля, Брижак Катя, Самбуров Володька, Рачинський Ілля. Бевз Софія, Дубок Вероніка, Чорній Руслан, Чорній Назар, Турчик Захар, Панасюк Денис, Суходоєва Дана, Курбатова Мар яна, Розкошенко Матвій, Данченко Андрій. [джерело?]
Станом на 2023 рік — викладач шашок Вінницької міської дитячо-юнацької спортивної школи № 6.
2011 року вийшла друком його книга «Роздуми тренера».  2020року вийшла у світ друга книга "Спогади тренера" .                                                                                   
Спортивні досягнення
- Переможець чемпіонату світу з міжнародних шашок-100 серед спортсменів з обмеженими можливостями з першого чемпіонату Європи у Трускавці (2012 рік) щорічно, з деякими винятками.  Тому є Заслужений майстер спорту України. На першому чемпіонаті світу серед ветеранів (Рига, 2013) був другим у загальному заліку та першим серед ветеранів 50+.